# Trichodesma pulchella
Trichodesma pulchella är en skalbaggsart som beskrevs av Schaeffer 1903. Trichodesma pulchella ingår i släktet Trichodesma och familjen trägnagare. Inga underarter finns listade i Catalogue of Life.